# Малый Починок
Малый Починок — деревня в Высокогорском районе Татарстана. Входит в состав Берёзкинского сельского поселения.

## География
Находится в северо-западной части Татарстана на расстоянии приблизительно 24 км на север по прямой от районного центра поселка Высокая Гора.

## История
Основана в первой половине XVIII века, упоминалась также как Клетни. В начале XX века здесь была часовня и церковно-приходская школа.

## Население
Постоянных жителей было: в 1859—391, в 1897—424, в 1908—531, в 1920—477, в 1926—518, в 1938—517, в 1949—214, в 1958—187, в 1970 — 98, в 1979 — 41, в 1989 — 11, 7 в 2002 году (русские 100 %), 2 в 2010.